# Tuo Jiang (vattendrag i Kina, Hunan, lat 28,22, long 109,81)
Tuo Jiang (kinesiska: 沱江) är ett vattendrag i Kina. Det ligger i provinsen Hunan, i den södra delen av landet, omkring 310 kilometer väster om provinshuvudstaden Changsha.
Genomsnittlig årsnederbörd är 1 848 millimeter. Den regnigaste månaden är maj, med i genomsnitt 327 mm nederbörd, och den torraste är januari, med 41 mm nederbörd.